# 里夫涅 (瓦西利基夫卡區)
48°6′11″N 36°13′28″E / 48.10306°N 36.22444°E
里夫內（羅馬化：Rivne）是烏克蘭的村落，位於該國中部第聶伯羅彼得羅夫斯克州，由瓦西利基夫卡區負責管轄，距離佩特里科韋0.5公里，2001年人口76。